# 幼き子らよ、我がもとへ
『幼き子らよ、我がもとへ』（おさなきこらよ、わがもとへ、Suffer Little Children）は、イングランドの推理作家、ピーター・トレメインによる推理小説。修道女フィデルマシリーズの3作目で、日本では2番目に翻訳された。
尚、シリーズ第1作『死をもちて赦されん』はノーサンブリアのウィトビアにおける宗教会議を、第2作『サクソンの司教冠（ミトラ）』はローマを舞台としており、シリーズ中では初めてアイルランドを舞台とした作品である。

## あらすじ
兄コルグーから急の知らせを受け、キルデア修道院からキャシェルへ戻ってきたフィデルマは、城内の不穏な空気に気付く。兄を促し事情を聞くと、2カ月前からモアン王国内の修道院に滞在していた隣国ラーハン王国の尊者ダカーンが何者かに殺されたという。
モアンとラーハンは国境付近にあるモアン領土の土地を巡って対立関係にあり、ラーハンがこの事件の代償としてその土地を取り返そうとするのは明白であった。
黄色疫病にかかり、重篤な状態が続いているモアン王のターニシュタ（後継者）として、コルグーはフィデルマにダカーン殺しの調査を命じる。裁判が開かれるまで残された猶予は3週間。急いで現場の修道院へ向かう途中、フィデルマは小さな村が焼き討ちに遭っている場に居合わせ、難を逃れた子ども数名と修道女1人と共に修道院へ到着する。
二国間の戦争に発展しかねないダカーン殺しの調査に行き詰まる中、襲撃事件で助かった修道女が遺体で見つかり、ばらばらだった事件が大きな事件へと収斂していく。

## 用語
オスリガ小王国
モアン王国とラーハン王国の確執の原因となっている小国。約600年前、ラーハン人が大王位に就いていたモアン王を暗殺し、自国の王を大王位に就けようと計画した。暗殺は成功したが、大王位はモアンの王子が継ぎ、新大王がブレホンたちに議論させた結果、大王暗殺の代償として、ラーハンの属国であったオスリガがモアンに引き渡されることになった。
ラーハンは、タラの大王宮廷で3年に一度催される〈タラの大集会〉で幾度か抗議を申し立ててきたが、その度に却下され、この処罰と代償が正当なものだったことが確認されている。
コルコ・ロイグダ
モアン王国の南西部。現在のコーク県バントリー湾に近い一帯に広がる小王国（大族長領）。200年ほど前から、族長一族の者がオスリガの王位を占めるようになり、軋轢が生まれている。

## 登場人物

### キャシェル城の人々
フィデルマ
キルデアの聖ブリジット修道院に所属する修道女。王位継承者の妹。法廷弁護士（ドーリィー）と上位裁判官（アンルー）の資格を持つ。
コルグー
フィデルマの兄。正式名はコルグー・マク・ファルバ・フラン。王位後継者。
カース
国王直属の精鋭護衛隊〈黄金の首飾り（ゴールデン・カラー）戦士団〉の一員。6フィートと長身で、骨ばった面立ちの美丈夫。コルグーからフィデルマの手助けをするよう任じられる。
カハル・マク・カヒル
モアン国王。〈黄色疫病〉（イエロー・プレイグ）にかかり臥せっている。3年前（662年）に即位した。フィデルマとコルグーの叔父。

### レイ・ナ・シュクリーニャ関係者
エシュタン
レイ・ナ・シュクリーニャで旅人や孤児のための施設を経営する若い修道女。
ケータッハ / コスラッハ
孤児院の幼い兄弟。サルバッハを異様に怖がっていた。
キアル / ケラ
孤児院の幼い姉妹。赤銅色の髪をしている。
トラサッハ
孤児院の幼い男の子。金髪。

### ロス・アラハー修道院の人々
ブロック
修道院長。コルグーとフィデルマの従兄。
コンハス
御門詰めの修道士。
ルーマン
修道院執事。満月のような顔つきをしている。
ミダッハ
修道院の主席医師。事件の前日から旅に出ていた。ラーハン王国出身。
トーラ
修道院の次席医師。ミダッハが留守にしていたため、ダカーンの遺体を検分した。コルコ・ロイグダ出身。
マルタン
修道院の薬剤師。聖骸物に興味があり、ダカーンが縛られていた布を保管していた。
グレラ
修道院付属図書館の司書。
シェーガーン
修道院付属学問所の主席教授。
ネクト
見習いの修道女。来客棟担当。フィデルマの調査の手助けをする。

### コルコ・ロイグダの関係者
サルバッハ
コルコ・ロイグダの大族長。30代前半の美男子。狡猾さをうかがわせる冷たい青い目をしている。
インタット
コルコ・ロイグダのボー・アーラ（地方代官）。サルバッハの領内の族長の一人。疫病の発生を理由にレイ・ナ・シュクリーニャを襲撃し、村人たちの皆殺しを図る。
スカンドラーン
オスリガ小王国の王。サルバッハの従兄。
ロス
沿岸航行のバルク〈小型帆船〉の船長。

### ラーハン王国の人々
ダカーン
ラーハン王国の尊者（ヴェネラブル、法王庁が公認する尊称）。教育者としても神学者としても名高い。2カ月前に、モアン王国内のロス・アラハー修道院で研究をしたいと申し入れ、迎えられたが、何者かに殺害される。
フィーナマル
数ヶ月前に即位したばかりの新王。国内における自分の威信を高めようとしている。ダカーンの従弟。
ファルバサッハ
ラーハン王国のブレホンのオラヴ（長）。
ノエー
ダカーンの兄。ファールナの修道院長で、フィーナマル王の顧問（個人的な助言者）。
モグローン
ラーハン王国の戦艦の艦長。ロス・アラハー修道院近くの入り江に停泊を続ける。
アシード
ラーハンの交易商人。事件の前日から来客棟に一泊していた。

### スケリッグ・ヴィハル島の人々
メル
スケリッグ・ヴィハルの修道院長。従弟の遺児2人を庇護していた。
フェバル
スケリッグ・ヴィハルの修道院の修道士。フィデルマに協力的な証言をする。

### マルアの孤児院の人々
マルア
マルア孤児院を経営する修道士。元農民だが、黄色疫病で家族を失った子どもたちのために孤児院を建てる。
アーブナット
マルアの妻で修道女。

### 法廷の出席者
シャハナサッハ
アイルランド五王国を統べる大王。
ボラーン
アイルランド全土のブレホンの長の中の最高位者。
オルトーン
アーマーの大司教。アイルランドにおけるキリスト教の全聖職者の長。